# Datnioides polota
Datnioides polota es una especie de pez perteneciente a la familia de los peces tigre.

## Taxonomía y descripción
Los machos alcanzan los 30 cm, aunque normalmente son 18 cm.
Es un pez de agua dulce, de clima tropical.
Espinas dorsales (total): 12; Radios blandos dorsales (total): 13-14; Espinas anales 3; radios blandos anales: 8 - 9. Perfil predorsal fuertemente cóncavo; total de branquispinas en el primer arco 20-23; grandes escamas, alrededor de 40-60 en series laterales, los radios de la aleta anal ramificada 9; patrón de color muy variable, de hasta 7 bares vertical completa en el cuerpo, a veces con 1 a 4 bares parcial entre las barras completas.

## Distribución
Asia y Oceanía: India a Indonesia y Nueva Guinea.
Habita en lagunas.